# مد ایرلاینز
مد ایرلاینز (به انگلیسی: Med Airlines) یک شرکت هواپیمایی است. دفتر مرکزی مد ایرلاینز در کازابلانکا، مراکش واقع شده‌است و قطب این شرکت هواپیمایی در فرودگاه بین‌المللی محمد پنجم قرار دارد و به ۸ مقصد، پرواز انجام می‌دهد.